# ENTH结构域
ENTH结构域（英語：ENTH domain，全称内吞适配蛋白N末端同源结构域）是一种涉及內吞作用和细胞骨架机制的蛋白质结构域。ENTH结构域长约150个氨基酸，在各物种中高度保守，最初发现于内吞适配蛋白的N-末端，因而得名。